# Punct Lagrange

O diagramă a curbelor reprezentând potențialul efectiv al unui sistem de două corpuri (Soarele și Pământul) generat de gravitație și forța centrifugă, așa cum sunt ele văzute din sistemul de referință rotațional în care Soarele și Pământul sunt staționare. Obiectele care execută o mișcare de revoluție cu aceeași perioadă orbitală cu cea a Pământului se vor mișca urmărind liniile de contur care descriu suprafețele echipotențiale. Săgețile indică gradientul de potențial în jurul celor cinci puncte Lagrange – în interior (roșu), sau în exterior (albastru), forțele fiind echilibrate în "centrul punctelor".

Sunt numite puncte Lagrange cele cinci poziții într-o configurație orbitală unde un obiect mic, afectat doar de gravitație, teoretic poate fi staționar relativ la două obiecte mai mari (de exemplu, un satelit artificial relativ la Pământ și Lună). Punctele Lagrange marchează poziția pe orbită în care forța de atracție combinata a două corpuri de masă mare produc forța centripetă necesară unui al treilea corp pentru a se roti împreună cu ele. Aceste puncte sunt asemănătoare orbitelor geostaționare în sensul că permit unui obiect să fie într-o poziție "fixă" în spațiu, față de o orbită în care poziția lui relativă se schimbă continuu.
O definiție mai precisă, însă mai tehnică, este că punctele Lagrange sunt soluții staționare ale problemei restrânse circulare a celor trei corpuri. De exemplu, fiind date două corpuri masive în orbite circulare în jurul centrului de masă comun, există cinci poziții în spațiu unde un al treilea corp, de masă comparativ neglijabilă, poate fi plasat în așa fel încât să-și mențină poziția relativ la cele două corpuri masive. Văzut dintr-un sistem de referință rotațional cu aceeași perioadă ca a celor două corpuri în co-orbitare, forțele gravitaționale ale celor două corpuri masive combinate cu forță centrifugă sunt în echilibru în punctele Lagrange, permițând celui de-al treilea corp să fie staționar fața de primele două corpuri.

## Istorie și concepte
Primele trei puncte Lagrange coliniare au fost descoperite mai întâi de Euler în jur de 1750.
În 1772, matematicianul Joseph-Louis Lagrange lucra la celebra problemă a trei corpuri când a descoprit în rezultate o situație interesantă. Inițial își propusese să descopere o modalitate de a calcula ușor interacțiunea gravitațională între un număr arbitrar de corpuri din sistem. Asta deoarece mecanica newtoniană concluzionează că un astfel de sistem rezultă în corpuri orbitând în mod haotic până când apare o coliziune, sau un corp este aruncat în afară sistemului în așa fel încât echilibrul să poată fi atins. Prin urmare, un sistem cu un singur corp este trivial, pentru că este pur și simplu static relativ la el însuși; un sistem cu două corpuri este foarte simplu de rezolvat, întrucât corpurile orbiteaza în jurul centrului de masă comun. însă, când sunt introduse mai mult de două corpuri, calculele matematice devin foarte complicate. Apare situația în care trebuie să calculezi toate interacțiunile gravitaționale între fiecare pereche de corpuri în orice punct al traiectoriei lor.
Lagrange și-a propus să simplifice aceste calcule. A reușit asta cu ajutorul unei ipoteze: Traiectoria unui obiect este determinată de căutare unei căi care minimizează acțiunea în timp. Aceasta este găsită scăzând energia potențială din energia cinetică. Cu acest mod de gândire, Lagrange a reformulat mecanică newtoniană clasica pentru a da naștere mecanicii lagrangiene. Acest nou sistem de calcul l-a condus pe Lagrange la formularea unei ipoteze despre cum un al treilea corp de masă neglijabilă ar orbita în jurul a două corpuri de masă mai mare care deja sunt într-o orbită aproape circulară. Într-un sistem de referință care se rotește în același timp cu corpurile mai mari, el a găsit cinci puncte specifice în care al treilea corp este supus unei forțe nete egală cu zero pe măsură ce urmează orbita circulară a corpurilor (planetelor) gazdă. Aceste puncte au fost numite "puncte Lagrange" în onoarea lui Lagrange. Au trebuit mai mult de o sută de ani până ca teoria lui matematică să fie confirmată de descoperirea în 1904 a asteroizilor troieni în punctele Lagrange ale sistemului Soare–Jupiter.
În cazul mai general al orbitelor eliptice, nu mai există puncte staționare în același sens: ele devin mai mult niște "zone" Lagrange. Punctele Lagrange construite în fiecare moment al timpului formează orbite eliptice staționare care sunt similare cu orbitele corpurilor masive. Asta datorită celei de-a două lege a lui Newton (F = dp/dt), în care p = mv (p este impulsul, m este masa, iar v este viteza) este nevariabil dacă forța și poziția se modifică proporțional cu același factor. Un corp aflat într-un punct Lagrange, orbitează cu aceeași perioadă ca a celor două corpuri masive în cazul circular, ceea ce implică că are același raport între forța gravitațională și distanța radială ca ale corpurilor gazdă. Acest fapt este independent de circularitatea orbitei și implică că orbitele eliptice trasate de punctele Lagrange sunt la ecuația mișcării celui de-al treile corp.

## Punctele Lagrange
O diagramă care arăta cele cinci puncte Lagrange într-un sistem de două corpuri, cu unul dintre corpuri mult mai masiv decât celălalt (e.g. Soarele și Pământul). Într-un astfel de sistem, L3-L5 par să urmeze orbita secundarei, deși de fapt ele sunt situate puțin în afara ei.
Cele cinci puncte Lagrange sunt etichetate și definite după cum urmează:

### L1
Punctul L1 este poziționat pe linia definită de cele două mase M1 și M2, și este situat între acestea. Este cel mai intuitiv de înțeles dintre punctele Lagrange: cel în care atracția gravitațională a M2 anulează parțial atracția gravitațională a M1.
Exemplu: Un obiect care orbitează Soarele mai aproape de acesta decât de Pământ va avea în mod normal o perioadă orbitală mai scurtă decât ce a Pământului, dar asta ignoră efectul de tracțiune exercitat de gravitația Pământului. Dacă obiectul este plasat între Pământ și Soare, atunci efectul gravitației Pământului este de a slăbi forța care atrage obiectul către Soare și, în consecință, de a mări perioada orbitală a obiectului. Cu cât obiectul este mai aproape de Pământ, cu atât acest efect este mai puternic. în punctul L1, perioada orbitală a obiectului devine egală cu perioadă orbitală a Pământului.
Punctul L1 din sistemul Soare–Pământ este ideal pentru a face observații asupra Soarelui. Aici obiectele nu sunt niciodată umbrite de Pământ sau de Lună. Observatorul Solar și Heliosferic (SOHO) staționează într-o orbită Halo în L1, iar Exploratorul de Compoziție Avansat (ACE) este într-o orbită Lissajous, în același punct Lagrange. Punctul L1 Pământ–Lună facilitează accesul ușor la orbitele lunare și ale Pământului cu o schimbare minimă a vitezei și ar fi ideal pentru o stație spațială destinată a ajuta transporturile cargo și de personal către și dinspre Lună.

### L2

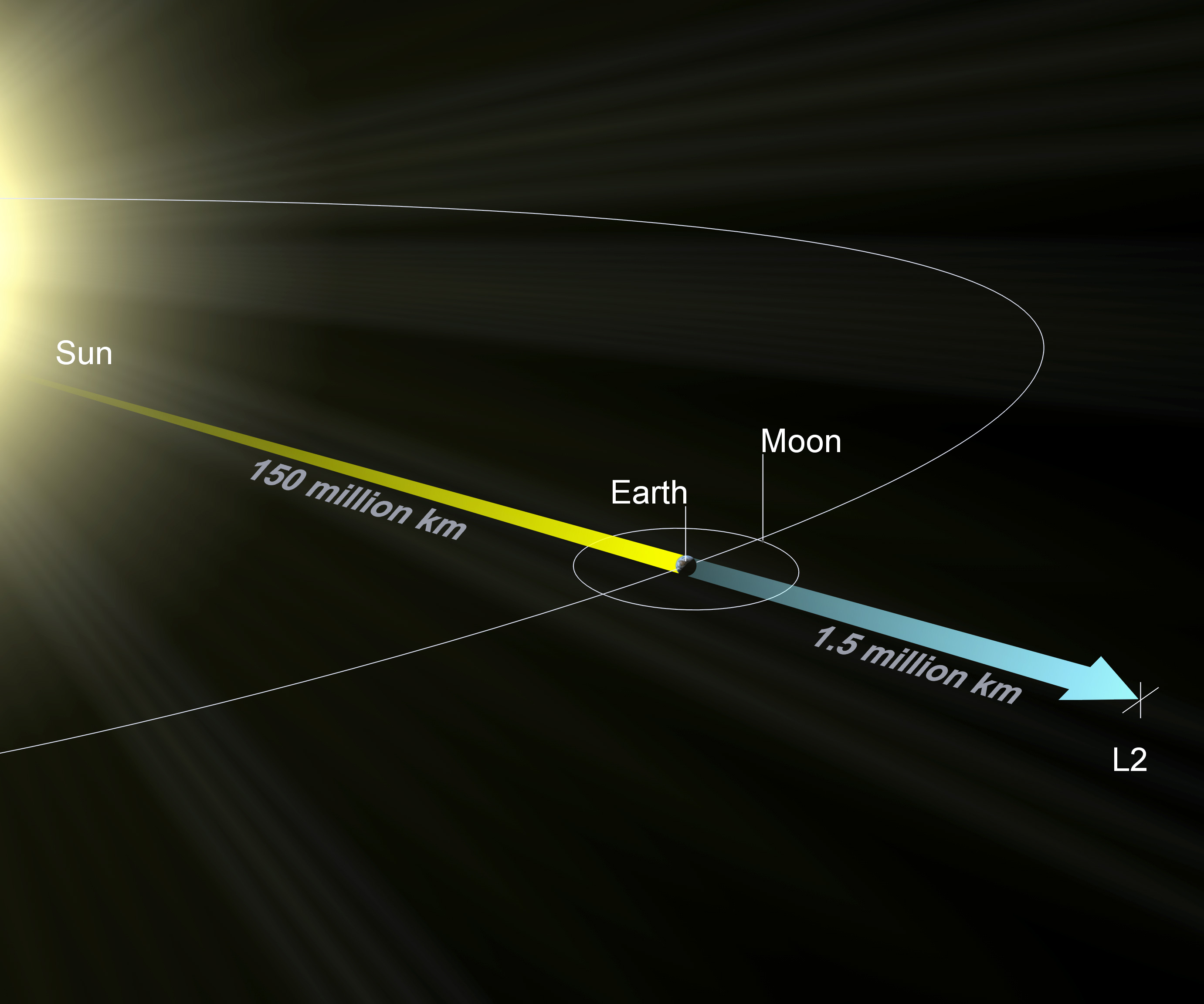
O diagramă care arată punctul L_{2} Soare–Pământ, care se află mult dincolo de orbita Lunii în jurul Pământului.

Punctul L2 se află pe linia definită de cele două mase mari, dincolo de cel mai mic dintre ele. Aici forța gravitațională a celor două mase mari egalează forța centrifugă a masei mici.
Exemplu: Pe cealaltă parte a Pământului față de Soare perioada orbitală a unui obiect va fi în mod normal mai mare decât cea a Pământului. Forța de atracție exercitată de gravitația Pământului micșorează perioada orbitală a obiectului, iar în punctul L2 perioada orbitală devine egală cu cea a Pământului.
Punctul L2 Soare–Pământ este un bun loc pentru observatoare astronomice în spațiu. Pentru că un obiect în L2 va menține aceeași orientare fața de Soare și Pământ, ecranarea și calibrarea sunt mult mai simple. Este, totuși, puțin dincolo de întinderea umbrei Pământului, astfel că radiația solară nu este complet blocată. Sonda pentru Anizotropia Microundelor Wilkinson și Observatorul Spațial Plank sunt deja pe orbită în jurul L2. Observatorul Spațial Herschel, Sonda Gaia, și Telescopul Spațial James Webb vor fi plasate în L2 Soare–Pământ. L2 Pământ–Lună ar fi o bună locație pentru un satelit de comunicație care să acopere partea îndepărtată a Lunii.
Dacă masa obiectului mai mic (M2) este cu mult mai mică decât masa obiectului mai mare (M1), atunci L1 și L2 sunt la o distanța r aproximativ egală de obiectul mai mic, egală cu raza sferei Hill, dată de relația:
{\displaystyle r\approx R{\sqrt[{3}]{\frac {M_{2}}{3M_{1}}}}}
unde R este distanța dintre cele două corpuri.

#### Exemple
- Soarele și Pământul: 1,500,000 km de Pământ
- Pământul și Luna: 61,500 km de Lună

### L3
Punctul L3 se află pe linia definită de cele două mase mari, dincolo de cel mai mare dintre ele.
Exemplu: L3 în sistemul Soare–Pământ există pe partea opusă față de Soare, puțin în afară orbitei Pământului, dar puțin mai aproape de Soare decât este Pământul. (Această contradicție aparentă se datorează faptului că Soarele este și el afectat de gravitația Pământului, și astfel orbitează în jurul baricentrului celor două corpuri, care este situat mult în interiorul Soarelui.) în punctul L3, forța de atracție combinata a Soarelui și a Pământului fac ca obiectul să orbiteze cu aceeași perioadă ca și Pământul.
Punctul L3 Soare–Pământ era un loc popular pentru a pune un "Contra-Pământ" în cărțile SF sau de benzi desenate — deși, bineînțeles, atunci când sateliții și sondele spațiale au fost posibile s-a arătat că un astfel de obiect nu există. De fapt, L3 Soare–Pământ este foarte instabil, pentru că forțele gravitaționale ale celorlalte planete o depășesc pe cea a Pământului (Venus, de exemplu, ajunge la 0.3 UA de L3 o dată la fiecare 20 de luni).

### L4și L5

Accelerări gravitaționale în L_{4}

Punctele L4 și L5 se află în cel de-al treilea colt al celor două triunghiuri echilaterale în planul orbitei, a căror bază comună este linia dintre centrele celor două mase, astfel încât punctele se situează înaintea (L5) și după (L4) masa mai mică relativ la orbita ei în jurul masei mai mari.
Motivul pentru care aceste puncte sunt în echilibru este că în L4 și L5 distanța față de cele două mase sunt egale. Astfel, forțele gravitaționale ale celor două corpuri masive sunt în același raport ca și masele celor două corpuri, astfel forța rezultantă acționează în baricentrul sistemului; mai mult, geometria de triunghi asigură că rezultanta accelerației este la o distanța de baricentru în același raport ca și cele două corpuri masive. Baricentrul fiind atât centrul de masă cât și centrul de rotație al sistemului, forța rezultantă este exact aceea necesară pentru a ține un corp în punctul Lagrange în echilibru orbital cu restul sistemului.
Punctele L4 și L5 sunt uneori numite puncte Lagrange triunghiulare sau puncte troiene. Numele de puncte troiene vine de la asteroizii troieni de la punctele L4 și L5 Soare–Jupiter, care la rândul lor sunt numiți după personajele din Iliada lui Homer (legendara asediere a Troiei). Asteroizii din punctul L4, care conduc planeta Jupiter, sunt numiți 'tabăra greacă', oar cei din punctul L5 poartă numele de 'tabăra troiană'. Acești asteroizi sunt (mare parte) denumiți după caracterele din taberele respective ale Războiului Troian.

#### Exemple
- Punctele L4 și L5 Soare–Pământ se află la 60° înainte și la 60° după Pământ față de direcția în care orbitează Soarele. Ele conțin praf interplanetar.
- Punctele L4 și L5 Pământ–Lună se află la 60° înainte și la 60° după Lună față de direcția în care orbitează Pământul. Ele pot conține praf interplanetar ce poartă denumirea de nori Kordylewski.
- Punctele L4 și L5 Soare–Jupiter sunt ocupate de asteroizii troieni.
- Neptun are obiecte troiene din centura Kuiper în punctele sale L4 și L5.
- Satelitul lui Saturn, Tethys, are doi sateliți mai mici în punctele sale L4 și L5 numiți Telesto și, respectiv, Calysto.
- Satelitul lui Saturn, Dione, are sateliții mai mici Helene și Polydeuces în punctele sale L4 și, respectiv, L5.
- O versiune a ipotezei impactului gigant sugerează că un obiect denumit Theia s-a format la L4 sau L5 și s-a prăbușit pe Pământ când orbita acestuia s-a destabilizat, formând Luna.

## Explicație intuitivă
Punctele Lagrange pot fi explicate intuitiv folosind sistemul Pământ–Lună.
Punctele Lagarange L2 până la L5 există doar în sisteme care se rotesc, cum este și orbita Lunii în jurul Pământului. În aceste puncte, accelerarea centrifugă spre exterior este echilibrată de atracția forțelor gravitaționale combinate ale Lunii și ale Pământului.
Imaginează-ți o persoană care învârte o piatră legată de o sfoară. Sfoara produce o forță (tensiune) care accelerează piatra către centru. însă, o furnică care stă pe piatră, va percepe o forță în direcția opusă și care încearcă să o arunce mai departe față de centrul de rotație. Această forță aparentă (sau "pseudo-forță", sau "forță inerțială") este numită forță centrifugă. Același efect este prezent în punctele Lagrange ale sistemului Pământ–Lună, unde analogul sforii este atracția adunată (sau netă) a celor două mase, iar piatra este un asteroid sau o navă spațială. Sistemul Pământ–Lună și nava spațială se rotesc împreună în jurul centrului comun de masă, numit baricentru.
Pentru că Pământul este mult mai greu decât Luna, baricentrul este localizat în interiorul Pământului (la o adâncime de aprox. 1,700 km de la suprafață). Orice obiect ținut gravitațional de sistemul rotațional Pământ–Lună va percepe o forță centrifugă orientată în afară baricentrului, similar cu forța percepută de furnica de pe piatră.
Spre deosebire de alte puncte Lagrange, L1 poate exista și într-un sistem care nu se rotește (static sau inerțial). Într-un sistem rotațional, L1 este puțin mai departe de (corpul mai puțin masiv) Lună și mai aproape de (corpul mai masiv) Pământ decât ar fi într-un sistem ne-rotațional. L1 este puțin instabil pentru că deplasarea către Lună sau către Pământ mărește atracția gravitațională a unuia și o slăbește pe a celuilalt, cauzând o deplasare și mai mare. Schimbarea rezultată în forță centrifugă este mai mică decât schimbarea în accelerația gravitațională.
În punctele Lagrange L2, L3, L4 și L5, o navă spațială este supusă unei forțe centrifuge înspre exterior care echilibrează atracția gravitației către baricentru. L2 și L3 sunt puțin instabile pentru că mici schimbări în poziție pot înclina balanță mai mult în favoarea gravitației decât în a forței centrifuge. Stabilitatea în L4 și L5 este explicată prin efectul Coriolis: când gravitația trage un obiect într-o orbită mai strânsă, acesta va orbita mai rapid, mărind forța centrifugă care se opune gravitației. Când obiectul se mută într-o orbită mai largă, gravitația învinge forța centrifugă aparentă, trăgând obiectul înapoi. Rezultatul net este acela că obiectul pare să planeze sau să orbiteze mereu în jurul punctelor L4 și L5.
Cel mai ușor mod de a înțelege stabilitatea rezultată este să spui că pozițiile L1, L2, L3 sunt la fel de stabile ca o bilă în echilibru pe vârful unui ac: orice perturbare o va scoate din echilibru. Pozițiile L4 și L5 sunt la fel de stabile ca o bilă într-o cupă: micile perturbări o vor muta din loc, însă se va rostogoli înapoi în centrul cupei.

## Exemple naturale
În sistemul Soare–Jupiter câteva mii de asteroizi, cunoscuți sub numele colectiv de asteroizi troieni, sunt în orbită in jurul punctelor L4 si L5 Soare–Jupiter. Observații recente sugerează că punctele L4 și L5 Soare–Neptun, ale căror obiecte sunt denumite troieni ai lui Neptun, ar putea fi foarte populate, conținând corpuri de dimensiuni mari, cu un ordin de magnitudine mai numeroși decât troienii lui Jupiter. Alte obiecte de acest tip pot fi găsite în sistemul Soare–Marte și în sistemul Saturn–sateliți saturnieni. Nu se cunosc corpuri de dimensiuni mari în punctele troiene ale sistemului Pământ–Soare, însă au fost descoperiți nori de praf interplanetar în jurul punctelor L4 si L5. Nori de praf, denumiți nori Kordylewskz, mai rarefiați decât chiar gegenschein, ar putea exista în L4 și L4 al sistemului Pământ–Lună.
Satelitul saturnian Tethys are la rândul lui doi sateliți în punctele L4 și L5, Telesto și Calypso. Satelitul saturnian Dione are și el doi co-orbitali Lagrange, Helene în punctul L4 și Polydeuces în L5. Tethys și Dione sunt de sute de ori mai masivi decât "escortele" lor, iar Saturn este de multe ori mai masiv decât aceștia, ceea ce face ca întregul sistem să fie stabil.

### Alți co-orbitali
Obiectul însoțitor al Pământului, 3753 Cruithne, este într-o relație cu Pământul oarecum de tip troian, dar diferită de un adevărat troian. Asteroidul ocupă una din cele două orbite solare regulate ale sale, una dintre ele puțin mai restrânsă si mai rapidă decât orbita Pământului, iar cealaltă puțin mai largă și mai înceată. Datorită întâlnirilor apropiate cu Pământul, asteroidul alternează periodic între aceste două orbite